# Iclănzel
Iclănzel (Kisikland en hongrois) est une commune roumaine du județ de Mureș, dans la région historique de Transylvanie et dans la région de développement du Centre.

## Géographie
La commune d'Iclănzel est située dans l'ouest du județ, le long de la rivière Lechința, affluent du Mureș, dans les collines de Mădărăș, à 10 km au nord de Iernut et à 28 km à l'ouest de Târgu Mureș, le chef-lieu du județ.
Elle est composée des onze villages suivants (population en 2002) :
- Căpușu de Câmpie (717) ;
- Chisălița (12) ;
- După Deal (16) ;
- Fânațe (5) ;
- Fânațele Căpușului (102) ;
- Ghidașteu (22) ;
- Iclandu Mare (732) ;
- Iclănzel (486), siège de la municipalité ;
- Mădărășeni (161) ;
- Tăblașeni (26) ;
- Valea Iclandului (19).

## Histoire
La première mention écrite du village date de 1501.
La commune d'Iclănzel a appartenu au royaume de Hongrie, puis à l'empire d'Autriche et à l'Empire austro-hongrois.
En 1876, lors de la réorganisation administrative de la Transylvanie, elle a été rattachée au comitat de Torda-Aranyos dont le chef-lieu était la ville de Torda.
La commune d'Iclănzel a rejoint la Roumanie en 1920, au traité de Trianon, lors de la désagrégation de l'Autriche-Hongrie. Après le deuxième arbitrage de Vienne, elle a été occupée par la Hongrie de 1940 à 1944, période durant laquelle la petite communauté juive fut exterminée par les nazis. Elle est redevenue roumaine en 1945.

## Politique
| Parti | Parti                                                 | Sièges |
| ----- | ----------------------------------------------------- | ------ |
|       | Parti national libéral (PNL)                          | 3      |
|       | Parti social-démocrate (PSD)                          | 3      |
|       | Parti Mouvement populaire                             | 2      |
|       | Union nationale pour le progrès de la Roumanie (UNPR) | 2      |
|       | Alliance des libéraux et démocrates (ALDE)            | 1      |

## Religions
En 2002, la composition religieuse de la commune était la suivante :
- Chrétiens orthodoxes, 92,40 % ;
- Réformés, 2,83 % ;
- Adventistes du septième jour, 2,61 %.

## Démographie
En 1910, la commune comptait 2 740 Roumains (82,41 %) et 526 Hongrois (15,82 %).
En 1930, on recensait 3 300 Roumains (88,07 %), 337 Hongrois (8,99 %), 25 Juifs (0,67 %) et 84 Tsiganes (2,24 %).
En 2002, 2 137 Roumains (93,23 %) côtoient 78 Hongrois (3,40 %) et 76 Tsiganes (3,31 %). On comptait à cette date 970 ménages et 950 logements.
| 1850  | 1880  | 1900  | 1910  | 1930  | 1956  | 1977  | 1992  | 2002  |
| ----- | ----- | ----- | ----- | ----- | ----- | ----- | ----- | ----- |
| 2 330 | 2 393 | 3 215 | 3 325 | 3 747 | 4 832 | 3 153 | 2 181 | 2 292 |

| 2007  | - | - | - | - | - | - | - | - |
| ----- | - | - | - | - | - | - | - | - |
| 2 248 | - | - | - | - | - | - | - | - |

## Économie
L'économie de la commune repose sur l'agriculture.

## Communications

### Routes
La commune se trouve sur la route régionale Iernut-Band.

## Lieux et monuments
- Iclănzel, église en bois des Saints Apôtres Pierre et Paul du XVIIIe siècle.
- Iclandu Mare, église du XVIIIe siècle.
- Căpușu de Câmpie, manoir Sandor du XIXe siècle.